# 荒野のダッチワイフ
『荒野のダッチワイフ』（こうやのダッチワイフ）は、1967年の日本の映画。別題『恐怖人形』（きょうふにんぎょう）。

## あらすじ
拳銃使いの殺し屋ショウ（港雄一）は、ある日、不動産経営者のナカ（大久保鷹）に仕事を依頼される。ナカの恋人サエ（辰巳典子）が誘拐されたのだという。主犯格の男がナイフ使いの殺し屋コウ（山本昌平）だと知ったショウは、コウに殺された自らの恋人ミナ（渡みき）のため、彼への復讐を心に誓う。やがて再会したショウとコウは翌日の「三時」に決闘する約束をして別れるが、女が殺された因縁の「午後三時」と思い込んでいるショウを、コウは「午前三時」に急襲した。

## キャスト
- 港雄一
- 山本昌平
- 麿赤児
- 大久保鷹
- 渡みき
- 津崎公平
- 辰巳典子
- 山谷初男

## 製作
監督・脚本の大和屋竺は本作のアイデアを山田風太郎の小説『甲賀忍法帖』から発想している。また、アンブローズ・ビアスの短編小説『アウルクリーク鉄橋での出来事』と、その映画化作品であるロベール・アンリコ監督『ふくろうの河』も本作の元ネタとして挙げている。
音楽は監督第一作『裏切りの季節』でもジャズピアニストの佐藤允彦を起用していたが、ジャズ喫茶「新宿PIT INN」で知り合った相倉久人にサウンドトラックの製作を依頼し、これをきっかけとして、山下洋輔カルテットが本作の映画音楽を手がけることになった。

## 評価
批評家のジャスパー・シャープは、著書『Behind the Pink Curtain: The Complete History of Japanese Sex Cinema』において、本作を「おそらく今までに作られたなかで最も風変わりなピンク映画だ」と評している。